# Paracanthonchus filipjevi
Paracanthonchus filipjevi is een rondwormensoort uit de familie van de Cyatholaimidae. De wetenschappelijke naam van de soort is voor het eerst geldig gepubliceerd in 1924 door Micoletzky.